# Noboru Shinoda
Noboru Shinoda (jap. 篠田 昇, Shinoda Noboru; * 21. Februar 1952 in Misato, Saitama, Japan; † 22. Juni 2004 in Tokio, Japan) war ein japanischer Kameramann.
Er studierte Kunstwissenschaft an der Nihon-Universität in Tokio. Ab Anfang der 1970er-Jahre arbeitete er als Kameramann für verschiedene Filme. Erstmals für die Kamera eines Kinofilms war er 1985 bei Shinji Sōmais Love Hotel zuständig. Für diesen Film wurde er auf dem Yokohama Film Festival als Bester Kameramann ausgezeichnet. In den folgenden Jahren arbeitete er unter anderem für Regisseure wie Sōgo Ishii, Katsuhiro Otomo und Kazuyuki Izutsu.
1994 begann er, mit dem Regisseur Shunji Iwai zusammenzuarbeiten. Für dessen Film Love Letter wurde er 1996 auf dem Yokohama Film Festival ausgezeichnet. Für das Kriminaldrama Yentown – Swallowtail Butterfly mit Chara und Ayumi Ito in den Hauptrollen war er 1997 für den Japanese Academy Award in der Kategorie Beste Kamera nominiert. 2004 arbeitete er als Kameramann neben Shunji Iwais Jugendfilm Hana to Alice auch bei Isao Yukisadas kommerziell erfolgreichem Romantikdrama Sekai no chūshin de, ai o sakebu nach einem Bestseller von Kyōichi Katayama, in dem Takao Ōsawa und Masami Nagasawa die Hauptrollen spielten.
Er litt an Leberinsuffizienz und starb 2004, im Alter von 52 Jahren, an der Krankheit. Den Japanese Academy Award für die Beste Kamera erhielt er postum, im Februar 2005, für Sekai no chūshin de, ai o sakebu.

## Filmografie (Auswahl)
- 1985: Love Hotel
- 1988: Kamu onna
- 1988: So What
- 1990: Gesetz der Macht (Uchū no hosoku)
- 1991: World Apartment Horror
- 1994: Undo
- 1995: Love Letter
- 1996: Otokotachi no kaita e
- 1996: Picnic
- 1996: Yentown – Swallowtail Butterfly (Swallowtail)
- 1998: April Story
- 1998: Open House
- 1999: Shikoku – Die Insel der Toten (Shikoku)
- 1999: Mayonaka made
- 2001: Kuroe
- 2001: Riri Shushu no subete (All about Lily Chou-Chou)
- 2004: Hana to Alice
- 2004: Sekai no chūshin de, ai o sakebu